# Solfito ossidoreduttasi
La solfito ossidasi è un enzima che catalizza l'ossidazione del solfito a solfato secondo la seguente reazione:
SO32- + O2 + H2O ⇄ SO42- + H2O2
L'enzima è fa parte della famiglia dei molibdo-enzimi mononucleari. Nell'uomo la solfito ossidasi rappresenta l'unico enzima essenziale individuato di tale famiglia. Il gruppo delle solfito ossidasi si compone di due sottoclassi in base alla loro capacità di trasferire elettroni all'ossigeno molecolare, le solfito ossidasi (SO, trovate in animali e piante) e le solfito deidrogenasi (SDH, trovate in batteri).
Negli animali la reazione catalizzata dalla SO è fisiologicamente vitale. Essa rappresenta il passaggio finale nella degradazione ossidativa degli aminoacidi contenenti zolfo, cisteina e metionina, fondamentale per la disintossicazione di solfito in eccesso. La carenza di SO è una malattia genetica mortale che porta a morte precoce, mentre una alterata attività di SO è implicata nella neurotossicità da solfito.

## Carenza nell'uomo
Solfito ossidasi è essenziale nell'ultimo stadio della metabolizzazione di aminoacidi contenenti zolfo come cisteina e metionina. La mancanza di una solfito ossidasi funzionale causa una malattia nota come carenza di solfito ossidasi. Questa malattia rara, ma fatale, provoca disturbi neurologici, ritardo mentale, malformazioni fisiche, il degrado del cervello, e la morte. La causa della mancanza di una solfito ossidasi funzionale può derivare da una mutazione puntiforme nell'enzima o un difetto genetico che porta alla mancanza del cofattore molibdopterina. Entrambe causano un pericoloso innalzamento della concentrazione di solfito nei fluidi corporei. La mutazione puntiforme compromette la struttura dell'enzima e di consuquenza l'ossidazione del solfito. La carenza di cofattore molibdeno è causata da un disturbo nella sua biosintesi. Oltre alla non maturazione della solfito ossidasi esso comporta anche la non maturazione di altri enzimi quali la xantina ossidoriduttasi e la aldeide ossidasi. Nonostante sia difficile distinguere tra le due forme di carenza di solfito ossidasi, in alcuni casi della seconda forma una possibile terapia consiste nella somministrazione di molibdato.

## Strutture
Negli animali la SO è un dimero di cui ogni monomero possiede tre domini. Un primo dominio (9 kDa) è associato a un eme di un tipo b (Dominio Eme, DE), un secondo contenente il cofattore molibdeno (dominio Moco, DM) e un terzo dominio coinvolto nella dimerizzazione tra i due monomeri. Il DE e il DM sono collegati da un flessibile laccio di raccordo di circa 10 amminoacidi. Nel meccanismo di ossidazione del solfito il citocromo c è usato come accettore di elettroni fisiologico in aggiunta all'ossiggeno.
In contrasto alla conservata architetture degli enzimi vertebrati e vegetali, gli enzimi batterici ossidanti il solito sono molto più vari in termini di struttura. Sono stati individuate strutture eterodimeriche, omodimeriche e perfino monomeriche, tutte sempre contenenti un Moco e un gruppo eme. 
Abbastanza comunemente però la struttura è come nel caso della solfito deidrogenasi un eterodimero αβ, costituito da una subunità contenente un Moco e una contenente un C552. L'accettore di elettroni naturale per SDH sembra essere il citocromo c550 come osservato per quella derivata da Thiobacillus Novellus. 
La SO vegetale, come quella da Arabidopsis thaliana, consiste in un semplice dominio legante il Moco mentre è completamente assente un dominio contenente eme. È stato dimostrato che l'ossigeno agisce come accettore terminale di elettroni per la SO vegetale.
| Differenti strutture di enzimi ossidanti solfito. In verde è riportato il gruppo Moco e in verde il gruppo eme. I monomeri presenti nelle strutture sono colorati diversamente. | | |
| Struttura della solfito ossidasi di Gallina, esempio di solfito ossidasi animale                                                                                                | Struttura della solfito deidrogenasi della Starkeya novella, esempio di solfito deidrogenasi batterica | Struttura della solfito ossidaasi della Arabidopsis Thaliana, esempio di solfito ossidasi vegetale |

## Meccanismo catalitico

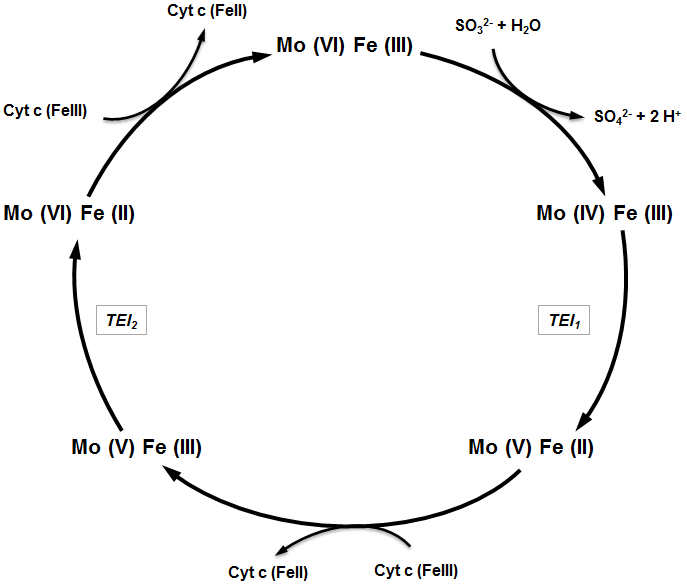
Ciclo catalitico della Solfito Ossidasi.

Animazione del ciclo catalitico della Solfito Ossidasi animale, per chiarezza è mostrato un solo monomero

Il solfito viene ossidato a solfato al cofattore Moco, e gli equivalenti riducenti vengono trasferiti all'eme, che a sua volta riduce il trasportatore terminale di elettroni, il citocromo c. La semireazione riduttiva della sequenza catalitica comporta la reazione dell'enzima ossidato con solfito per produrre l'enzima ridotto e solfato, mentre la semireazione ossidativa comporta la reazione della solfito ossidasi con citocromo c per ottenere l'enzima ossidato e il ridotto citocromo c. Mentre l'ossidazione del solfito avviene con un trasferimento di 2 elettroni, la riossidazione del Moco avviene per mezzo di due successive trasferimenti elettronici da 1 elettrone da parte dell'eme per trasferimento elettronico intramolecolare (TEI). Il trasferimento tra citocromo c e l'eme della solfito ossidasi è di solo 1 elettrone per volta.
La semireazione riduttiva inizia con la reazione del Mo(VI), nella SO completamente ossidata, con solfito per produrre solfato. La forma transitoria di Mo(IV) / Fe(III) tramite un trasferimento elettronico intramolecolare (TEI) genera la forma Mo(V) / Fe(II). La semireazione ossidativa dà luogo prima alla forma ridotta, Mo(V) / Fe(III) tramite trasferimento di un elettrone al citocromo c esogeno. Un secondo TEI, formando Mo(VI) / Fe(II) seguita da riduzione di un secondo equivalente di citocromo c, rigenera l'enzima completamente ossidato nello stato Mo(VI) / Fe(III).
Per compiere il proprio ciclo catalitico la solfito ossidasi animale ha bisogno di un riarrangiamento strutturale. Un orientamento produttivo deve avvenire prima del TEI, il che suggerisce che i centri contenenti il Mo e il Fe richiedano un posizionamento delicato e preciso per l'orientamento e l'avvcinamento della coppia redox. Il raccordo flessibile tra i due domini costituenti la proteina fornisce al dominio eme (DE) la mobilità necessaria per consentire alla sua faccia caricata negativamente di interagire elettrostaticamente con il dominio Moco (DM) carico positivamente. Una volta avvenuto il TEI, il DE si allontana dal DM per interagire con il citocromo c caricato positivamente. La flessibilità sembra garantire sia il trasferimento intra- che intermolecolare di elettroni. 
La velocità di reazione nel TEI è influenzata da svariati fattori come gli ioni Cl-, SO42- e PO43- che possiedono differenti effetti inibitori, il pH e la forza ionica che ne determinano le interazioni di carica e la viscosità che probabilmente condiziona la mobilità dei domini .
Nel batterica SDH contrariamente, l'eterodimero comprendente le subunità Moco ed Eme sono vincolanti ed occupano posizioni fisse durante la catalisi.